# Тапакуло болотяний
Тапакуло болотяний (Scytalopus iraiensis) — вид горобцеподібних птахів родини галітових (Rhinocryptidae).

## Поширення
Ендемік Бразилії. Відкритий у 1997 році, і відомий у 20 локалітетах у штатах Мінас-Жерайс, Парана та Ріу-Гранді-ду-Сул на південному сході країни. Трапляється на сезонно затоплених луках у заплавах річок. Мешкає на ділянках високої (60–180 см), густої рослинності, де переважають осокові (наприклад, Eleocharis) і злаки.

## Опис
Це невеликий міцний птах з широкими хвостовими пір'ями і загальною довжиною приблизно 12,5 см. Верхня частина має чорний колір, а нижня частина темно-сірого кольору. Боки злегка перекриті коричневими смугами, принаймні у молодих птахів. Ноги червонувато-коричневі, а дзьоб темний.

## Спосіб життя
Він годується на землі або поблизу неї і харчується невеликими членистоногими, в основному комахами. Розмноження відбувається в кінці весни.